# Peep Show
A Peep Show 2003 és 2015 között vetített brit szitkom, amelyet Andrew O'Connor, Jesse Armstrong és Sam Bain alkotott. A főbb szerepekben David Mitchell és Robert Webb látható.
Egyesült Királyságban 2003. szeptember 19-én a Channel 4, Magyarországon 2023. szeptember 4-én a TV2 Comedy mutatta be.

## Ismertető
Mark Corrigan és Jeremy "Jez" Usbourne két nagyon különböző, diszfunkcionális legjobb barát, akik egy közös lakásban élnek Croydonban. Mark egy szociálisan esetlen és csüggedt hitelügyintéző, míg Jeremy egy gyerekes lazsáló és munkanélküli zenész, aki Mark szabad szobájában lakik.

## Szereplők

### Főszereplők
| Szereplők            | Színész        | Magyar hang     | Leírás |
| -------------------- | -------------- | --------------- | --- |
| Mark Corrigan        | David Mitchell | Pálmai Szabolcs | A JLB Credit hitelmenedzsere. Az intelligens és szorgalmas, ugyanakkor pesszimista és szociálisan esetlen. Tulajdonosa annak a Croydonban lévő lakásnak, amelyet egyetemi barátjával, Jeremyvel oszt meg. |
| Jeremy "Jez" Usborne | Robert Webb    | Markovics Tamás | Munkanélküli, feltörekvő zenész és "munkaszegény ingyenélő", aki Mark lakásának vendégszobájában lakik. Önző, gyerekes és arrogáns, miközben mérhetetlenül tehetségesnek és vonzónak tartja magát. Bár felszínesen szociálisan képzettebb, mint Mark, túlzott magabiztossága és önimádata miatt a gyakorlatban ugyanolyan alkalmatlan. |

### Mellékszereplők
| Szereplők                | Színész          | Magyar hang         | Leírás | Évad     |
| ------------------------ | ---------------- | ------------------- | --- | -------- |
| Sophie Hortensia Chapman | Olivia Colman    | Solecki Janka       | Munkatárs a JLB-nél. Mark (és időnként Jeremy) szerelmi érdeklődése. Markkal végül összeházasodnak, de nem sokkal később elválnak, és később a nő megszüli a fiú gyermekét.                                                       | 1–7., 9. |
| Super Hans               | Matt King        | Seder Gábor         | Jeremy zenekari társa és barátja, és egy megbízhatatlan fantáziájú, rendszeresen drogokat használó ember. Az igazi neve Simon. | 1–9.     |
| Toni                     | Elizabeth Marmur | Majsai-Nyilas Tünde | Mark és Jeremy szomszédja és romantikus érdeklődése. | 1–2.     |
| Jeff Heaney              | Neil Fitzmaurice |                     | Mark kollégája és nemezise a JLB-nél. Ők ketten gyakran összecsapnak Sophie vonzalmáért, és Jeff férfias, megfélemlítő viselkedése ellenpontozza Mark szelíd modorú személyiségét.                                                | 1–9.     |
| Alan Johnson             | Paterson Joseph  | Petridisz Hrisztosz | A JLB vezető hitelmenedzsere és Mark főnöke. Kedves, rendkívül magabiztos és másokat kihasználó, és különösen vakmerő módon áll hozzá az üzlethez és az élethez. Mark csodálja őt.                                                | 1–9.     |
| Nancy                    | Rachel Blanchard |                     | Szabad szellemű, kivételesen szép, de kissé diszfunkcionális amerikai nő, akivel Jeremy kapcsolatban áll. | 2., 4.   |
| Big Suze                 | Sophie Winkleman |                     | Jeremy volt barátnője és gyakori romantikus érdeklődője. Vonzó, de naiv, és Mark úgy jellemzi, mint egy "mentális pózer". | 3–7.     |
| Gerrard Matthew          | Jim Howick       |                     | Mark beteges munkatársa és néha barátja a JLB-nél, később pedig riválisa Dobby vonzalmáért. | 4–8.     |
| Dobby                    | Isy Suttie       |                     | A JLB-nél dolgozó informatikus, aki saját bevallása szerint Markhoz hasonlóan alkalmatlan, és aki hamarosan erős érzelmeket táplál iránta, és a pár között diszfunkcionális kapcsolat alakul ki. A lány gyakran csalódik Markban. | 5–9.     |

### Magyar változat
- Magyar szöveg: Baán Szilvia
- Hangmérnök és vágó: Horváth Zoltán
- Gyártásvezető: Lajtai Erzsébet
- Szinkronrendező: Simonyi Réka
- Produkciós vezető: Gyarmati Zsolt

A szinkront a Masterfilm Digital Kft. készítette el.

## Évados áttekintés
| Évad | Évad | Epizódok | Eredeti sugárzás     | Eredeti sugárzás   | Magyar sugárzás      | Magyar sugárzás      |
| Évad | Évad | Epizódok | Évadpremier          | Évadfinálé         | Évadpremier          | Évadfinálé           |
| ---- | ---- | -------- | -------------------- | ------------------ | -------------------- | -------------------- |
|      | 1    | 6        | 2003. szeptember 19. | 2003. október 24.  | 2023. szeptember 4.  | 2023. szeptember 6.  |
|      | 2    | 6        | 2004. november 12.   | 2004. december 17. | 2023. szeptember 7.  | 2023. szeptember 11. |
|      | 3    | 6        | 2005. november 11.   | 2005. december 16. | 2023. szeptember 12. | 2023. szeptember 14. |
|      | 4    | 6        | 2007. április 13.    | 2007. május 18.    | 2023. szeptember 15. | 2023. szeptember 19. |
|      | 5    | 6        | 2008. május 2.       | 2008. június 6.    | 2023. szeptember 20. | 2023. szeptember 22. |
|      | 6    | 6        | 2009. szeptember 18. | 2009. október 23.  | 2023. szeptember 22. | 2023. szeptember 27. |
|      | 7    | 6        | 2010. november 26.   | 2010. december 29. | 2023. szeptember 27. | 2023. október 2.     |
|      | 8    | 6        | 2012. november 25.   | 2012. december 24. | 2023. október 2.     | 2023. október 5.     |
|      | 9    | 6        | 2015. november 11.   | 2015. december 16. | 2023. október 5.     | 2023. október 10.    |

## A sorozat készítése
Jesse Armstrong és Sam Bain írók Mitchell és Webb színészekkel egy sikertelen kísérlet során találkoztak, amikor egy csapat által írt szitkomot akartak elkészíteni a BBC számára. Volt egy régi, le nem gyártott forgatókönyvük, amit újra akartak éleszteni All Day Breakfast címmel, és Mitchell és Webb segítségét kérték fel. A műsor nem jött össze, de a négyes társulatként fejlődött tovább, és az egyik ötletből végül a Peep Show lett a Channel 4 számára. A Peep Show eredetileg egy Beavis és Butt-head stílusú szitkomnak készült, amely két karakter körül forog, akik a tévét nézik. Az ötletet azonban elvetették, mivel a más műsorokból származó klipek sugárzása nagy költségekkel járt volna, valamint Mitchell és Webb attól tartott, hogy mivel a karaktereik csak tévét néznének, "[ők] nem lennének benne a showban.
Ehelyett Armstrong és Bain úgy döntöttek, hogy egy szokatlan filmstílust alkalmazó, történetalapú szitkomot készítenek. A két főszereplő életének eseményeit szinte kizárólag az ő szemszögükből látjuk, belső gondolataikat pedig egy hangosbemondó közvetíti. A sorozat jeleneteit néha a színészek fejére szíjazott vagy kalapra erősített kamerákkal veszik fel, hogy a néző a főszereplőkével azonos nézőpontot kapjon.  Az ezzel a módszerrel rögzített felvételek minősége néha gyenge, és a későbbi sorozatokban egyre kevesebbet használták ezt a technikát. Amikor nem használnak fejre erősített kamerákat, a jeleneteket úgy veszik fel, hogy a kamerát a színész válla fölé vagy közvetlenül az arca elé tartják; ezért minden jelenetet többször, különböző szögekből vesznek fel.
Az első két évadban a Mark és Jeremy lakásában játszódó jeleneteket egy valódi ingatlanban vették fel Croydonban, ahol a sorozat játszódik. A lakás tulajdonosai nem engedélyezték, hogy a harmadik évadtól használják, ezért egy neasdeni szőnyegraktárban építettek egy másolatot. A további forgatásokat a West London Filmstúdióban forgatták.
2022 decemberében az FX Networks megrendelt egy bevezető részt egy amerikai remake-hez, amelynek producere Stefani Robinson lenne, és két női főszereplővel készülne. 2023 áprilisában bejelentették, hogy Minnie Driver és Amandla Jahava lesz a főszereplője a pilotnak.